# Сиркен, Константин Карлович
Константин Карлович Сиркен (1888—1963) — советский конструктор, участвовал в разработке ряда проектов танков, бронепоездов, береговых и корабельных артсистем.

## Биография

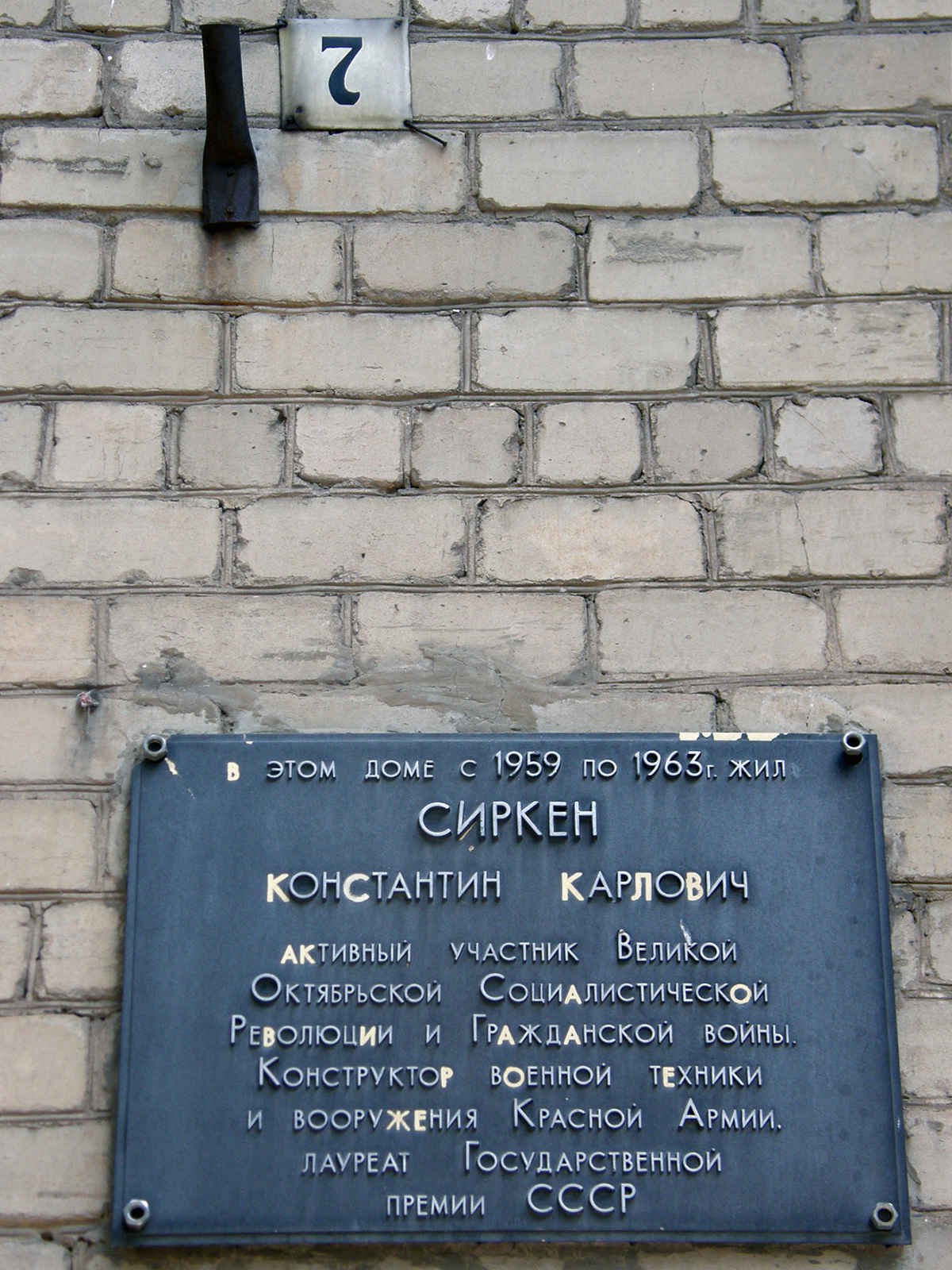
мемориальная табличка в Краматорске на доме, в котором жил К. Сиркен

Родился 7 (19 февраля) 1888 года в Санкт-Петербурге.
В декабре 1914 призван в армию и направлен в Военно-автомобильную школу бригадиром по авторемонту.
С ноября 1915 старший механик броневого отдела школы.
В феврале 1918 начальник ревштаба Пятихатского района.
Март 1919 добровольно вступил в РККА, назначен на должность начальника рембазы бронепоездов 13 армии.
Выполнял функции инспектора бронесил Южного фронта.
С осени 1919 руководил постройкой, переоборудованием и ремонтом бронепоездов на Брянском (Бежитском) паровозостроительном заводе. Разработал стандартизированную полноповоротную башенную карусельную установку которой оснащались бронепоезда брянской постройки.
В 1921 году проводил работы по модернизации двух тяжёлых железнодорожных артиллерийских транспортеров захваченных у белых.
В 1930 году загранкомандировка в составе комиссии ВСНХ по закупке машин и технологий с целью изучения танкового производства. По возвращении главный инженер, затем начальник танкового отдела завода «Большевик».
В дальнейшем танковое производство «Большевика» выделили в самостоятельный завод № 174 директором которого стал К. Сиркен.
В ноябре 1932 года назначен первым заместителем председателя треста «Спецмашиностроение».
В дальнейшем уволен из армии и направлен на «Большевик» начальником внешнего монтажа и начальником 46 цеха. Курировал монтажные работы по сборке крейсерских башен и модернизации башенных установок береговой обороны.
Умер в 1963 году в Краматорске (УССР).

## Награды и премии
- Сталинская премия третьей степени (1951) — за коренное усовершенствование методов производства
- орден Красной Звезды (№ 21; 1.5.1932) — за заслуги специального характера (фактически за развертывание массового производства танков Т-26)